# Протопопов, Иван Данилович
Ива́н Дани́лович Протопо́пов (1789—1853) — полковник Донского казачьего войска, участник русско-турецкой войны 1828—1829 годов.

## Биография
Родился в 1789 году в станице Михайловской, происходил из донских казаков.
В 1812 году принимал участие в Отечественной войне 1812 года и за отличие был награждён орденом св. Анны 3-й степени (впоследствии переименован в 4-ю степень). Далее Протопопов был в Заграничном походе, где получил орден св. Владимира 4-й степени с бантом.
В 1828—1829 годах Протопопов был есаулом и в рядах Донского казачьего Баклонова № 14-го полка принимал участие в русско-турецкой войне на Дунае и в Болгарии. 6 декабря 1829 года он был награждён орденом св. Георгия 4-й степени (№ 4292 по кавалерскому списку Григоровича — Степанова)
За отличие в 1829 году 12-го июля при взятии Бургаса.
22 октября 1837 года Протопопов был произведён в подполковники, в 1840-х годах получил чин полковника и в 1850 году вышел в отставку.
Скончался в 1853 году.